# حبیش تفلیسی
ابوالفضل حبیش بن ابراهیم بن محمد، معروف به حُبیش تفلیسی عالم، ادیب، طبیب و نویسندهٔ فارسی و عربی‌نویس گرجی از قرن ششم هجری است.
حبیش تفلیسی در موضوع‌های متنوعی، به فارسی و عربی کتاب تألیف کرده‌است. آثار فارسی او از حیث خصایص لغوی و صرفی و نحوی دارای اهمیت است. از زندگی او اطلاع چندانی در دست نیست. وی با قلج ارسلان بن مسعود (۵۵۱-۵۸۸)، سلطان سلجوقی روم، معاصر بوده و برخی از تألیفات خود را به او تقدیم کرده‌است. نام حبیش در نسخه‌های آثارش در معرض تحریف قرار گرفته و به صورت‌های حَبَش، حسن و حسین درآمده‌است و لقب او را شرف‌الدین، جمال‌الدین و کمال‌الدین ذکر کرده‌اند، ولی در همه جا کنیه‌اش ابوالفضل و نسبت او تفلیسی ذکر شده‌است. در خصوص زمان تولد او، چون کتاب قانون‌الادب را در ۵۴۵، کفایةالطب را در ۵۵۰ و وجوه قرآن را در ۵۵۸ تألیف کرده‌است، پس باید تولد وی در حدود سی سال قبل از ۵۴۵، یعنی حدود ۵۱۵ بوده باشد. به دلیل خاتمه نسخه‌ای از کتاب وجوه قرآن، که از روی نسخه‌ای نوشته شده که خود مؤلف در شهر قونیه کتابت کرده‌است، استنباط می‌شود که سالیانی در قونیه مقیم بوده‌است.

## تألیفات
حبیش تفلیسی تألیفات نفیس و فراوانی در لغت، ستاره‌شناسی و پزشکی دارد. بعضی از تألیفات وی عبارت اند از:
- بیان التصریف
- قانون ادب
- وجوه قرآن
- بیان النجوم
- محلمة دانیال
- تلخیص علل قرآن
- بیان الصناعات
- بیان الطب
- کفایة الطب
- کامل التعبیر
- ترجمان قوافی و تقویم الادویه[۲]